# Wanderer (清春の曲)
「wanderer」は、日本のロック歌手、清春の24枚目のシングル。限定販売シングルである。

## 概要
- 2018年5月3日に行われたライブツアー『KIYOHARU TOUR 天使の詩2018『LYRIC IN SCARLET』のツアーファイナルEX THEATER ROPPONGIでの会場限定及び通販限定販売である。
- 当初のタイトルは｢ジプシー｣であったが、レコーディング終了後にタイトルが差別用語だった事が判明し『夜、カルメンの詩集』の収録曲から外れてしまった。その後タイトルを｢wanderer｣に変更しシングルとしてリリースされた経緯がある。[1]
- 前作同様ジャケットアートワークはsadsのベーシストYUTAROが手がけている

## 収録曲
| 全作詞・作曲: 清春、全編曲: 三代堅、清春。 |              |      |            |      |
| #                                          | タイトル     | 作詞 | 作曲・編曲 | 時間 |
| 1.                                         | 「wanderer」 | 清春 | 清春       | 4:11 |
| 合計時間:                                  | 合計時間:    | 4:11 |            |      |

## 参加ミュージシャン
- Guitar: DURAN
- Bass: 沖山優司
- Drum: Katsuma
- Keyboard: 中村圭作
- Percussion: 容昌
- Programing: 三代堅